# Cisternes (Ascó)
Les Cisternes és una obra d'Ascó (Ribera d'Ebre) inclosa a l'Inventari del Patrimoni Arquitectònic de Catalunya.

## Descripció
Es localitzen en moltes feixes de conreu del municipi. Dipòsits circulars realitzats a la roca o al terra, revestits de material impermeable (ciment o rajola), destinats a recollir l'aigua de pluja de la teula de la barraca, cabana o mas, o senzillament de la mateixa terra. Generalment es troben dins de construccions de pedra seca o d'obra. Sovint tenen una porta per a protegir l'aigua emmagatzemada, així com una pica de pedra propera, que era utilitzada per a abeurar el bestiar.